# Fortim de Santa Ana
O Fortim de Santa Ana localizava-se à margem do rio Paraná na altura da atual cidade de Posadas, em território da República Argentina.
Constituiu-se em um pequeno forte erguido pelo espanhol Sebastião Caboto e vinte e cinco homens, no início de 1528, enquanto exploravam a bacia do rio da Prata e o rio Paraná. Bueno (1998) descreve o seu fim trágico:
"Ao visitar o fortim de Santa Ana, um chefe indígena amistoso, chamado Yuguarón, informou a Caboto que o verdadeiro caminho para a serra da Prata era pelo rio Paraguai. Caboto então deixou alguns homens em Santa Ana e desceu o Paraná, disposto a subir novamente o Paraguai. Entre os homens deixados no fortim estava Francisco del Puerto. Mais tarde, certa noite, esse grumete - que vivera quase a metade da sua vida entre os índios - abriu o portão da paliçada, permitindo que os nativos matassem os espanhóis. Francisco del Puerto ficou vivendo entre os indígenas e nunca mais se ouviu falar dele. Entre os mortos no fortim de Santa Ana estava Jorge Gomes: um destino inglório para o piloto que fora desterrado em Itamaracá." (op. cit., p. 155)